# كريات الدم الحمراء المكدسة
كريات الدم الحمراء المكدسة أو كريات حمر مكدوسة أو كريات حمراء مكدسة (بالإنجليزية: Packed red blood cells)‏ هي كريات دم حمراء فُصِلت من أجل نقل الدم. تُستخدَم كريات الدم الحمراء المكدسة نموذجيًا في حالة فقر الدم الذي يكون إما مترافقًا مع أعراض أو عندما يكون الخضاب عادة أقل من 70 – 80 غ/ل (7 – 8 غ/ دل). لدى البالغين، ترفع وحدة واحدة مستوى الخضاب بنحو 10 غ/ ل (1 غ/ دل). قد تكون هناك حاجة لنقل دم متكرر لدى الأشخاص الذين يخضعون لعلاج كيميائي للسرطان أو المصابين باضطرابات في الخضاب. عادة ما تكون هناك حاجة لإجراء اختبار التوافق قبل إعطاء الدم. يُعطَى الدم المنقول حقنًا ضمن الوريد.
تشمل التأثيرات الجانبية تفاعلات تحسسية مثل التأق (صدمة الحساسية)، وانحلال كريات الدم الحمراء، والعدوى، وفرط الحمل الحجمي، وإصابة رئوية. باستخدام طرق التحضير الحالية في الدول المتقدمة، أصبح خطر انتقال العدوى الفيروسية مثل التهاب الكبد C والإيدز أقل من 1 في المليون. على أي حال، يكون خطر انتقال العدوى أعلى في الدول منخفضة الدخل. يجري الحصول على كريات الدم الحمراء المكدسة من الدم الكامل أو من خلال الفصادة. تدوم عادة من ثلاثة إلى ستة أسابيع.
بدأ استخدام كريات الدم الحمراء المكدسة على نطاق واسع في ستينيات القرن العشرين. وهو مدرج في قائمة الأدوية الأساسية النموذجية لمنظمة الصحة العالمية، وهو أكثر الأدوية فعالية وأمانًا اللازمة في النظام الصحي. في المملكة المتحدة، تُكلف كل وحدة نحو 120 جنيهًا استرلينيًا. يوجد أيضًا عدد من الأشكال الأخرى تتضمن الدم الكامل، وكريات الدم الحمراء منزوعة كريات الدم البيضاء، وكريات الدم الحمراء المغسولة.